# Макондо (премія)
«Макондо» — колумбійська щорічна національна кінопремія, заснована в 2010 році колумбійською Академією кінематографічних мистецтв і наук. Номінанти і переможці обираються членами колумбійської Академії кінематографічних мистецтв і наук. Перша церемонія вручення премії пройшла в жовтні 2010 року в театрі імені Хорхе Елієсера Гайтана.

## Церемонії вручення премії
| Церемонія вручення | Дата          | Найкращий фільм | Дж    |
| ------------------ | ------------- | --------------- | ----- |
| 6-та               | 4 грудня 2015 | Обійми змія     | [ 1 ] |

## Нагороди
- Найкращий фільм
- Найкращий документальний фільм
- Найкращий режисер
- Найкращий оригінальний сценарій
- Найкращий актор
- Найкраща акторка
- Найкращий актор другого плану
- Найкраща акторка другого плану
- Найкращий оператор
- Найкращий монтаж
- Найкраща музика
- Найкращий звук
- Найкращий художник-постановник
- Найкращий дизайн костюмів
- Найкращий звуковий монтаж
- Найкращий грим
- Найкращий короткометражний фільм
- Найкращий анімаційний фільм
- Почесна нагорода
- Приз глядацьких симпатій